# Iliny
Iliny là một thị trấn thuộc hạt Nógrád, Hungary. Thị trấn này có diện tích 6,46 km², dân số năm 2010 là 173 người, mật độ 27 người/km².